# Boletobinis
Els boletobinis (Boletobiini) són una tribu de lepidòpters ditrisis de la subfamília Boletobiinae i la família Erebidae.

## Gèneres[2]
- Metalectra Hübner 1823
- Mycterophora Hulst 1896
- Parascotia Hübner 1825
- Prosoparia Grote 1883